# Quizlet

Logo Quizletu

Quizlet je interaktivní online vzdělávací platforma, která dovoluje studentům a učitelům vytvářet, ukládat a studovat jakýkoliv obsah ve formě dvoustranných kartiček a automaticky generovaných her. Založil jej v roce 2005 tehdy patnáctiletý Andrew Sutherland jako pomůcku při studiu francouzské slovní zásoby na střední škole. Je proto vhodný pro studium cizích jazyků (Quizlet k slovům a definicím přidá i audio pomocí systému text-to-speech), ale i pro studium ostatních předmětů, kde je zapotřebí znát například termín a jeho definici. V květnu 2015 obsahoval více než 84 000 000 studijních setů. Podle serveru Quantcast byl v květnu 2015 Quizlet v USA 62. nejnavštěvovanější webovou stránkou a měl globálně 28,6 mil. unikátních návštěvníků měsíčně. V základní verzi je zdarma, včetně aplikací pro Android a iOS.

## Tvorba studijního setu
Tvorba nového setu se skládá z několika základních kroků – je nutné vložit název, případně popis setu, nastavit jazyk jednotlivých stran a pak je již možné vkládat obsah. V základní free verzi je možno přidat automatickou slovníkovou definici, překlad termínu a obrázek z databáze Flickr. V placené verzi je možno nahrát i vlastní obrázek a audio. Pro tvorbu setu je zapotřebí vytvořit minimálně dvě kartičky. U každého setu je možno nastavit soukromí – kdo může karty vidět (všichni, určité třídy, lidé s heslem, jen autor) a kdo editovat (určité třídy, lidé s heslem, jen autor).
Systém automaticky přiřadí zvukovou podobu termínu či definice na základě principu text-to-speech v mnoha světových jazycích. V roce 2011 Quizlet přidal k angličtině, španělštině, japonštině, korejštině a čínštině dalších 13 jazyků (francouzština, ruština, portugalština, arabština, němčina, italština, turečtina, polština, nizozemština, řečtina, švédština, finština a rumunština). Tato zvuková podoba je následně integrována i do studijních modů (flashcards, learn a speller). Český jazyk doposud není pro tuto funkci podporován.

## Využití pro studenty

### Studijní módy a interaktivní hry
Quizlet funguje na principu 6 základních studijních aktivit. Po všech následuje okamžitý feedback. Student (případně učitel) má přehled o svých dosažených výsledcích a pokroku.

#### 1) Flashcards
Základní studijní mód, ve kterém je možno procházet jednotlivými studijními kartičkami. V režimu Flip se po kliknutí horizontálně otáčejí, v režimu Flow se postupně objevují pod sebou. Je zde možné zapnout audio – pokud je obsah v jednom z 18 ozvučených jazyků, bude text automaticky vysloven (standardní rychlostí či zpomaleně). Dá se také nastavit, která strana se má zobrazit jako první (případně obě najednou), aktivovat náhodné pořadí karet či spustit automatické prohlížení setu.

#### 2) Learn
V tomto studijním módu je studentovi zobrazena (případně i přečtena) jedna strana kartičky (např. definice termínu, slovo v cizím jazyce) a jeho úkolem je napsat obsah druhé strany (termín, překlad slova). Je zde možné nastavit, která strana se má zobrazit jako první a zda se má přehrát audio. Student má také přehled o počtu správně/nesprávně zodpovězených a zbývajících otázek.

#### 3) Speller
Systém vysloví termín a studentovým úkolem je jej správně napsat. Tato aktivita je vhodná především pro studium cizího jazyka, protože ověřuje správné hláskování.

#### 4) Test
Test obsahuje 4 typy otázek – psané, výběr ze 4 možností, přiřazování a pravda/lež. Po nastavení typu a počtu otázek systém sám vytvoří interaktivní test, který po vyplnění také sám vyhodnotí. Je možné z něj vygenerovat i pdf vhodné k tisku testu.

#### 5) Scatter
Cílem této aktivity je zbavit se všech karet tak, že student přetáhne termín na definici (či naopak) principem drag and drop, v co nejkratším čase. V rámci aplikace aktivita připomíná pexeso.

#### 6) Space race
V této aktivitě přejíždí kartička s definicí zleva doprava po obrazovce a studentovým úkolem je napsat odpovídající termín dříve, než dorazí k úplnému okraji. Student zde má tři životy a cílem je během nich nasbírat co nejvyšší score.

#### 7) Gravity
Tato bonusová aktivita je skrytá a je možné ji aktivovat připsáním "/gravity" za URL setu. Funguje na podobném principu jako Space race, jen slova sbíhají vertikálně dolů a v pozadí je vesmírná grafika.

### Hvězdička
V seznamu termínů je možné některé označit hvězdičkou (buď jednotlivě, nebo hromadně ty, ve kterých student dělá nejvíce chyb) a ty pak studovat zvlášť v rámci všech studijních módů, bez nutnosti se znovu zaobírat již osvojenými termíny z daného setu.

### Aplikace
Quizlet je možné používat nejen v rámci internetového prohlížeče, ale také na smartphonu či tabletu. Aplikace je zdarma dostupná pro Android a iOS. Neobsahuje všechny studijní módy, ale jen flashcards, learn a scatter. Po synchronizaci zůstává studijní obsah v paměti aplikace a je přístupný i offline. Sety je zde možno také vytvářet, nicméně zde nelze přidávat obrázky.

## Využití pro učitele

### Třídy
Na Quizletu je možné vytvářet třídy (ve free verzi až 8), ke kterým učitel přiřazuje jednotlivé studijní sety. Do tříd je možné pozvat studenty (vložením emailu či uživatelského jména). U každého setu je poté možné sledovat kdo, kdy, co a jak studoval, zobrazit grafickou statistiku nejlepších výsledků.

### Hotové sety
Učitelé a studenti, včetně českých, dobrovolně pomáhají vytvořit databázi již hotových kartiček, napříč škálou studijních oborů. V květnu 2015 Quizlet obsahoval více než 84 000 000 studijních setů. Ty je možné nejen studovat, ale také kopírovat a dále editovat, případně přiřadit k jednotlivým třídám a studentům se objeví v jejich studijních setech.

### Class Progress
Za pomocí funkce Class Progress je možné zobrazit detailní informace o tom, které termíny dělají studentům v konkrétní třídě největší problémy a naopak které již ovládají.

### Placená verze pro učitele
Studenti mají Quizlet vždy zdarma. Placená verze pro učitele stojí 25 $/rok a kromě absence reklam (které se nezobrazují ani studentům) nabízí funkci Class Progress, neomezené množství tříd a možnost nahrávání vlastních fotografií a audia.

## API
API Quizletu již není k dispozici. Dříve umožňoval vývojářům používat kteroukoli ze studijních sad vytvořených v rámci Quizletu ve svých vlastních programech.